# Jandaia
Jandaia is een gemeente in de Braziliaanse deelstaat Goiás. De gemeente telt 6.596 inwoners (schatting 2009).

## Aangrenzende gemeenten
De gemeente grenst aan Acreúna, Indiara, Palmeiras de Goiás, Palminópolis en Paraúna.